# Amherst, Wisconsin
Amherst là một làng thuộc quận Portage, tiểu bang Wisconsin, Hoa Kỳ. Năm 2006, dân số của làng này là 964 người.